# Pero fragila
Pero fragila là một loài bướm đêm trong họ Geometridae.